# Compare-and-swap
Інструкція compare-and-swap (CAS) використовується в інформатиці як атомарна (тобто безперервна) операція для такої послідовності дій: порівняння значення у пам'яті із заданим значенням і якщо вони рівні, то запис у пам'ять нового значення.
Ця інструкція може використовуватись для реалізації таких примітивів синхронізації, як семафор та м'ютекс, а також для алгоритмів без блокувань. CAS еквівалентна load-link/store-conditional, в тому сенсі, що існує алгоритм без блокувань з фіксованою кількістю викликів однієї з них, що реалізує функціональність іншої.
Зазвичай, алгоритми, що використовують CAS, зчитують старе значення і на його основі обчислюють нове, а потім використовують CAS для збереження нового значення. Якщо операція CAS завершується невдачею (оскільки зчитане значення вже застаріло), тоді потрібно почати все спочатку.
Операція CAS може застосовуватись для реалізації атомарного інкременту. 

## ABA проблема
Може так статись, що між зчитування старого значення та встановленням нового (за допомогою CAS) значення буде змінене, а потім повернуте до початкового значення. Для захисту від таких випадків потрібно використовувати подвійний CAS, друге значення повинне бути лічильником змін.

## Реалізації
- CAS є в IBM System/370 та її наступниках.
- CMPXCHG є в інструкціях x86, починаючи з Intel 80486.
- SPARC 32 та PA-RISC єдині архітектури, що не підтримують CAS.

Більшість компіляторів C11 підтримують compare_and_swap використовуючи <stdatomic.h>